# Embrasura

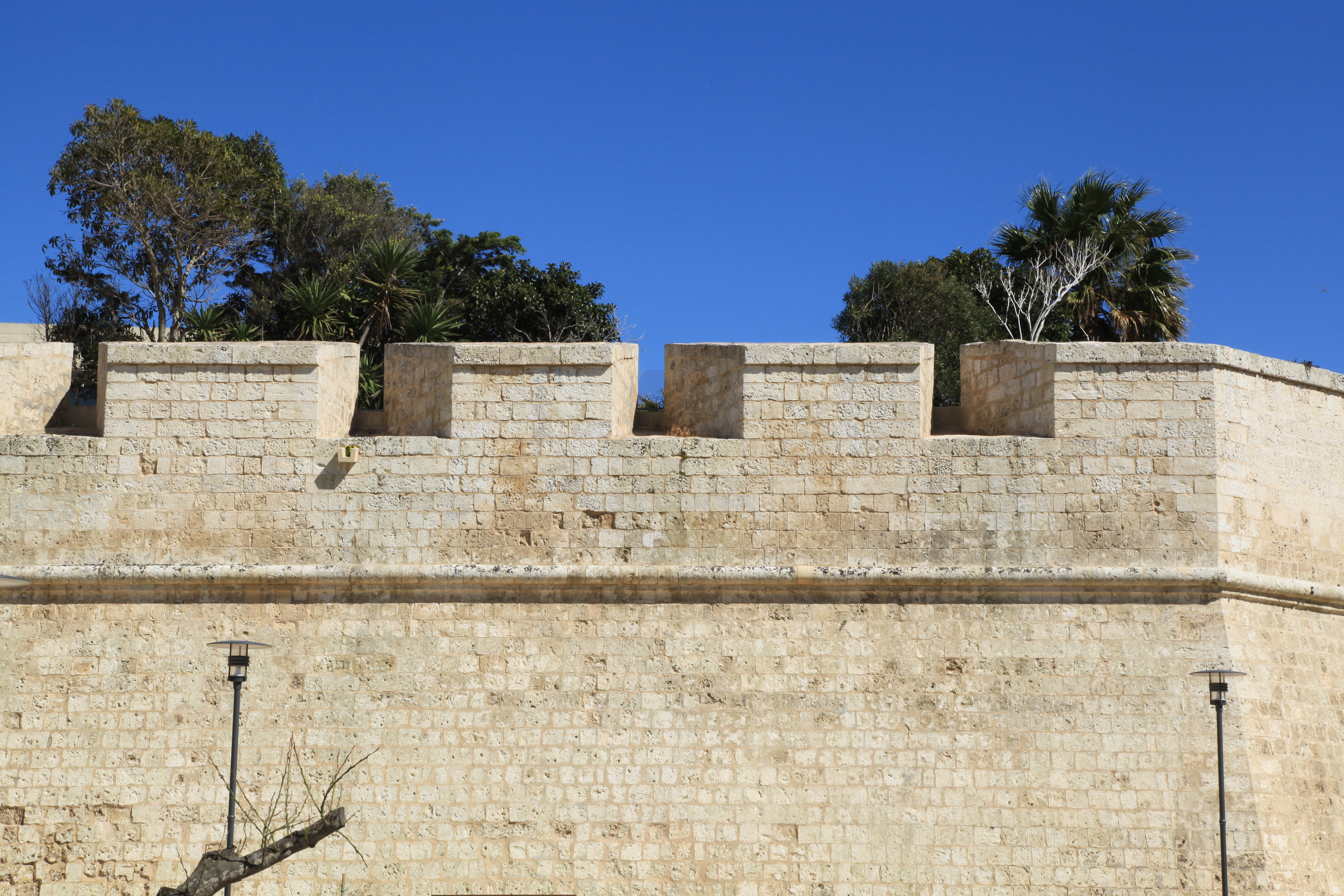
Embrasuras em Mdina, Malta

Na arquitetura militar, uma embrasura é a abertura em uma crenagem ou ameia entre as duas porções sólidas ou merlões, às vezes chamada de crenel ou crenelle.